# Achinesen
Die Achinesen (auch Aceh, Acehnesen oder Atjeher) sind eine Ethnie auf der indonesischen Insel Sumatra, die vorwiegend in den Küstentiefländern der Provinz Aceh im Norden der Insel lebt. Sie sprechen die achinesische Sprache.

## Ethnie und Religion
Einst hatten die Achinesen den Hinduismus übernommen, was durch ihre Traditionen und Sanskrit-Worte in der Sprache belegt ist. Bereits im 13. Jahrhundert kamen sie durch indische Händler mit dem Islam in Kontakt und bildeten im 16. Jahrhundert ein erstes, islamisch geprägtes Reich.
Die fast vier Millionen Achinesen gelten in Indonesien als strenge Muslime. Sie unterscheiden sich äußerlich von anderen Indonesiern, weil sie groß gewachsen und dunkelhäutig sind. Im zentralen Bergland von Aceh leben die von den Achinesen unterschiedenen Gayo und Alas.

## Sprache
Die Sprache Achinesisch (oder Acehnesisch) gehört zu den malayo-polynesischen Sprachen in der austronesischen Sprachfamilie. Es werden zehn Dialekte unterschieden.
Während früher eine arabische Schrift benutzt wurde, wird heute die lateinische Schrift mit einigen zusätzlichen diakritischen Zeichen verwendet.